# پیتر بورک (بازیکن فوتبال، زاده ۱۹۵۷)
پیتر بورک (انگلیسی: Peter Burke؛ زادهٔ ۲۶ آوریل ۱۹۵۷) بازیکن فوتبال است.